# Sven Erik Lundqvist
Sven Erik Lundqvist, né le 14 octobre 1885 et mort le 25 novembre 1963, est un architecte suédois.
Durant la crise du logement que connait la ville de Stockholm pendant et après la Première Guerre mondiale, Sven Erik Lundqvist fait partie des architectes auxquels la capitale suédoise fait appel dans le cadre de sa politique de construction de logements d'urgence. Il est notamment l'auteur de l'ensemble d'habitations d'urgence du quartier de Stadshagen, connu sous le nom de « camp des chercheurs d'or », construit en 1917 et démoli en 1965. Il est également à l'origine du quartier de maisons d'urgence connu sous le nom de « Röda stan » (la ville rouge), dans la ville de Norrköping, ainsi qu'un projet urbain du même type dans la ville de Nyköping.
Outre son implication dans la construction de logements d'urgence dans les années 1920, il est l'auteur d'un certain nombre d'ensemble résidentiels, dont des projets de construction de la Stockholms Kooperativa Bostadsförening, parmi lesquels l'ensemble Blecktornsområdet situé sur l'île de Södermalm.

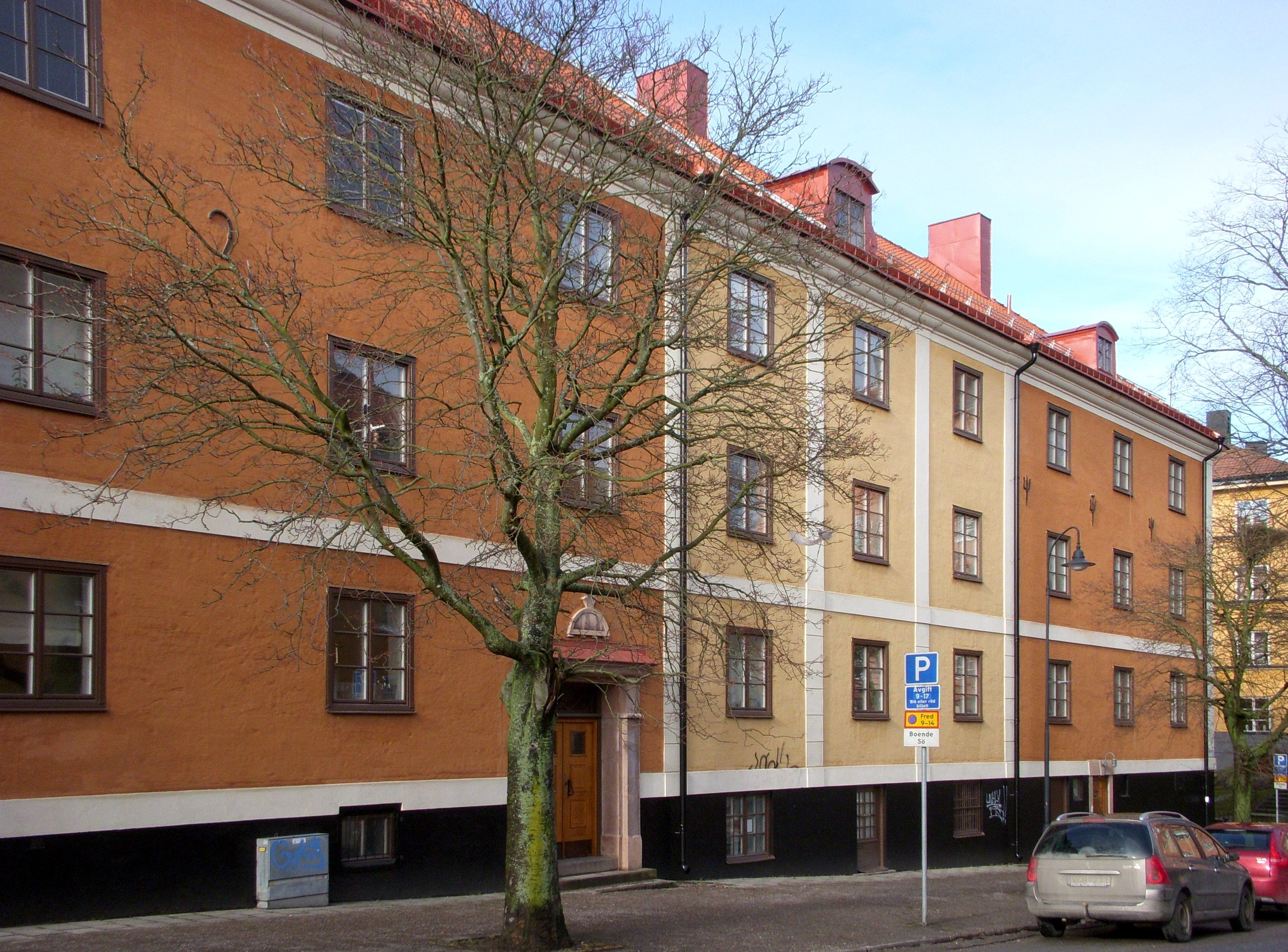
L'ensemble Blecktornsområdet, à Stockholm
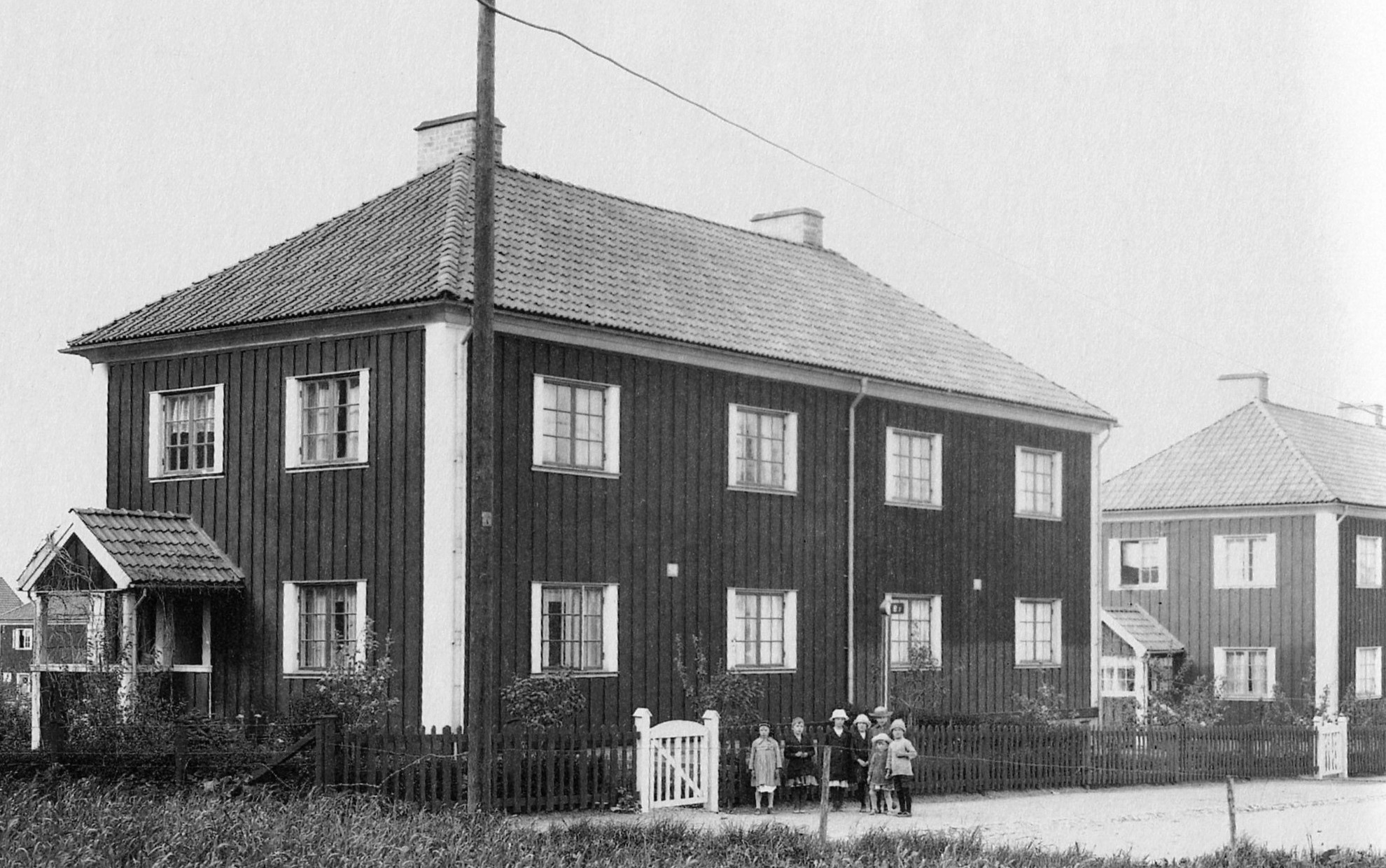
Habitation de la « ville rouge », à Norrköping
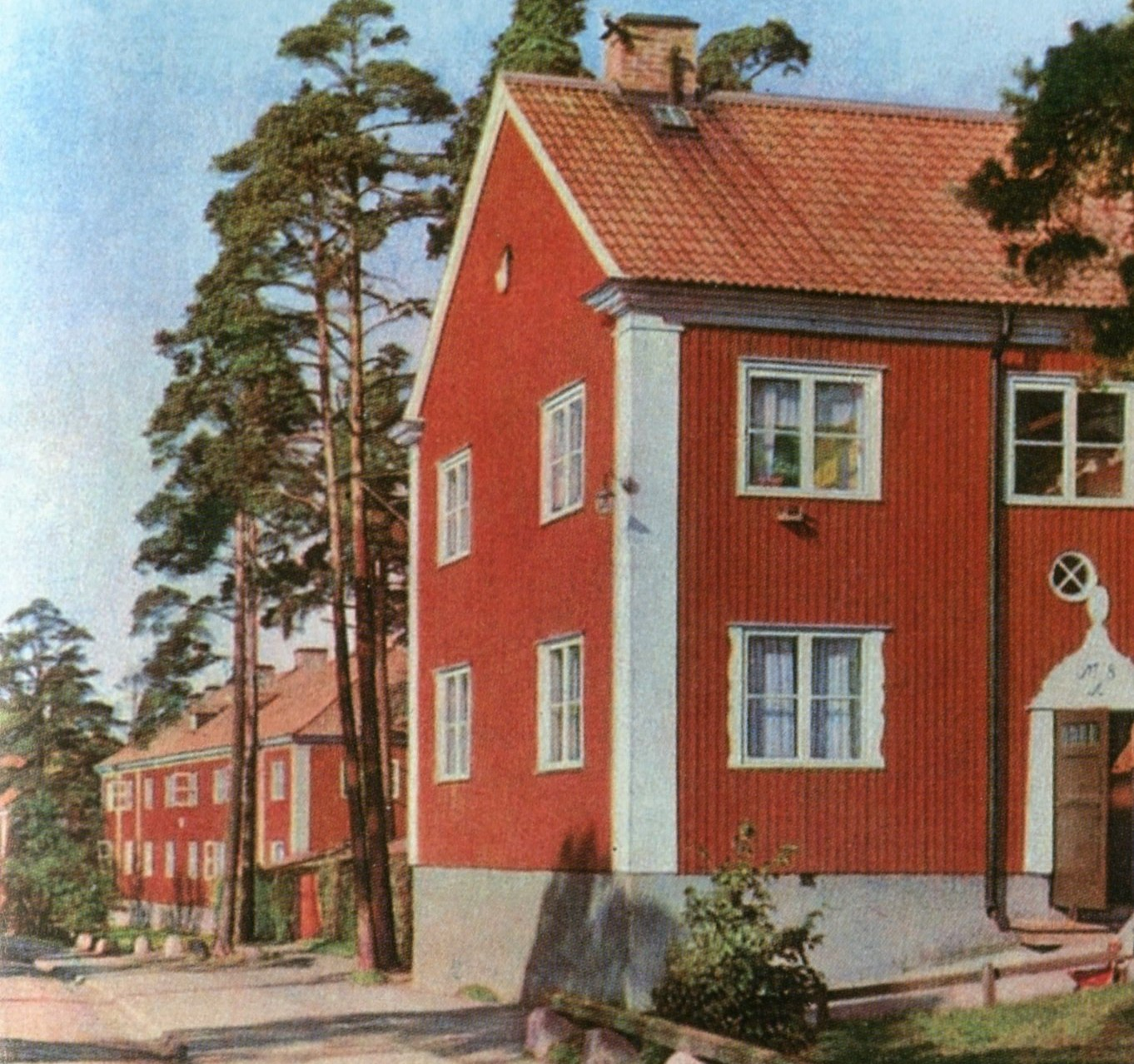
Maisons du « camp des chercheurs d'or », à Stockholm
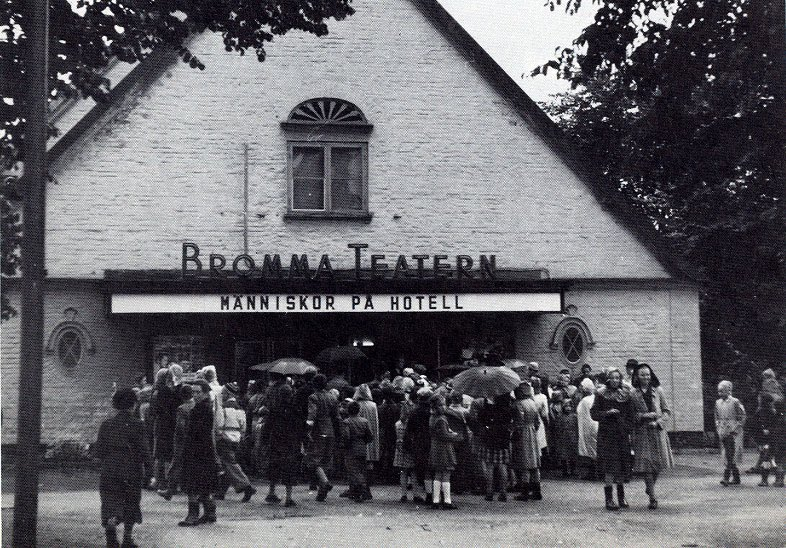
Le Bromma-Teatern, conçu en collaboration avec Gustaf Pettersson